# Suhpalacsa stigmatus
Suhpalacsa stigmatus är en insektsart som beskrevs av Tim R. New 1984. Suhpalacsa stigmatus ingår i släktet Suhpalacsa och familjen fjärilsländor. Inga underarter finns listade i Catalogue of Life.